# Rudy Rotta
Rudy Rotta (14 oktober 1950 – 3 juli 2017) was een Italiaanse bluesgitarist.
Rotta groeide op in het Zwitserse Luzern, waarnaar zijn familie was geëmigreerd. Hij begon zijn loopbaan toen hij veertien was, maar keerde uiteindelijk terug naar Italië, m.n. naar Verona. Tijdens zijn loopbaan speelde hij met bekende bluesartiesten, waaronder Brian Auger, John Mayall, Robben Ford en Peter Green. Rotta overleed op 66-jarige leeftijd na een ziekte.

## Discografie
- 1988 - Real Live (LP, LMJ Vinyl)
- 1989 - Reason to Live (LP & CD, RiverNile Records / Ala Bianca Records / Emi / Emi Toshiba)
- 1991 - Blues Greatest Hits feat. Karen Carroll (LP & CD, Ornament / Hot Fox Records / In-Akustik) – rec. in Chicago
- 1993 - Diabolic Live (CD, Hot Fox Records / In-Akustik)
- 1995 - So di Blues (CD, Rossodisera Records / Mint Records / Sony)
- 1997 - Live in Kansas City (CD, Acoustic Music Records / Azzurra Music) rec. in Kansas City
- 1995 - Loner and Goner (CD, Ala Bianca Benelux / Emi)
- 1999 - Blurred (CD, Acoustic Music Records)
- 2001 - The Beatles in Blues (CD, Azzurra Music / EuroTrend / Pepper Cake / Zyx)
- 2004 - Some of my favorite songs (CD, Pepper Cake / Zyx)
- 2005 - Captured live with Brian Auger (CD, Pepper Cake / Zyx)
- 2006 - Winds of Louisiana (CD, Pepper Cake / Zyx) rec. in New Orleans
- 2008 - Live at B&W Rhythm'n'Blues Festival (DVD, Pepper Cake / Zyx)
- 2009 - Blue Inside (CD, Pepper Cake / Zyx)
- 2011 - La Musica, La Mia Vita (CD, Azzurra Music)
- 2011 - Me, My Music and My Life (2CD, Pepper Cake / Zyx)
- 2014 - The Beatles vs The Rolling Stones (CD, Slang Records /Pepper Cake / Zyx)
- 2015 - Rudy Rotta Box (2CD+DVD, Pepper Cake / Zyx)
- 2017 - Il Blues di Rudy Rotta (CD, Azzurra Music)
- 2017 - Volo sul Mondo (CD, Pepper Cake / Zyx)

- Gemeinsame Normdatei: 134802527
- International Standard Name Identifier: 0000 0000 5817 1356
- MusicBrainz: 19a3e732-42ca-4ad7-9a77-4f87b05cdd7d
- Virtual International Authority File: 79788798
- WorldCat: E39PBJpPDcfBkxq9R4KX6GMMfq